# Focus Money
Focus Money ist eine deutschsprachige Wirtschaftszeitschrift aus dem Focus Magazin Verlag, der zu Hubert Burda Media gehört.

## Geschichte
Focus Money kam im Jahr 2000 als Ableger des Nachrichtenmagazins Focus auf den Markt. Das Blatt enthielt von Beginn an sowohl börsenbezogene Finanz- als auch allgemeine Wirtschaftsthemen. Focus Money erweiterte einer Studie zufolge das Spektrum des Focus sowohl in der Leserschaft als auch bei den Anzeigenkunden, ohne dem Nachrichtenmagazin zu schaden. Ungeachtet des Platzens der Dotcom-Blase konnte sich Focus Money in den folgenden Jahren fest im Markt etablieren.
Der erste Chefredakteur musste das Blatt bereits wenige Tage nach dem Start verlassen. Er geriet im Zusammenhang mit seiner Redaktionstätigkeit in den Verdacht des Insiderhandels und machte so bundesweite Schlagzeilen. Ein anderer, bis 2006 für Focus-Money tätiger Journalist, der dort auch Aktien empfohlen hatte, saß in Zusammenhang mit Kursmanipulationen kurzzeitig in Untersuchungshaft.

## Auflage
Die verkaufte Auflage ist seit 2000 um 37,6 Prozent gesunken. Sie beträgt gegenwärtig 92.939 Exemplare. Das entspricht einem Rückgang von 55.995 Stück. Der Anteil der Abonnements an der verkauften Auflage liegt bei 70,1 Prozent.
| 1998 | 1999 | 2000   | 2001   | 2002   | 2003   | 2004   | 2005   | 2006   | 2007   | 2008   | 2009   | 2010   | 2011   | 2012   | 2013   | 2014   | 2015   | 2016   | 2017   | 2018   | 2019   | 2020  | 2021  | 2022  | 2023  | 2024  |
| ---- | ---- | ------ | ------ | ------ | ------ | ------ | ------ | ------ | ------ | ------ | ------ | ------ | ------ | ------ | ------ | ------ | ------ | ------ | ------ | ------ | ------ | ----- | ----- | ----- | ----- | ----- |
|      |      | 148934 | 134787 | 145332 | 143813 | 140080 | 135073 | 140705 | 155357 | 154089 | 142210 | 141187 | 137537 | 134021 | 128899 | 127672 | 125445 | 122501 | 125943 | 125490 | 125827 | 89430 | 95199 | 90869 | 90491 | 92939 |

| 1998 | 1999 | 2000  | 2001  | 2002  | 2003  | 2004  | 2005  | 2006  | 2007  | 2008  | 2009  | 2010  | 2011  | 2012  | 2013  | 2014  | 2015  | 2016  | 2017  | 2018  | 2019  | 2020  | 2021  | 2022  | 2023  | 2024  |
| ---- | ---- | ----- | ----- | ----- | ----- | ----- | ----- | ----- | ----- | ----- | ----- | ----- | ----- | ----- | ----- | ----- | ----- | ----- | ----- | ----- | ----- | ----- | ----- | ----- | ----- | ----- |
|      |      | 50840 | 52544 | 46101 | 44149 | 43711 | 41128 | 43695 | 52439 | 50142 | 48728 | 46633 | 42900 | 44761 | 44136 | 43357 | 43036 | 41476 | 44072 | 46106 | 51323 | 60259 | 63862 | 64096 | 65313 | 65196 |

## Kritik
Focus Money betrieb in Zusammenarbeit mit der Initiative Neue Soziale Marktwirtschaft das Schulprojekt Wir erklären die Wirtschaft. Im Rahmen dessen wurden Lehrern und Schulen Unterrichtsmaterialien zur Verfügung gestellt. Das NDR-Medienmagazin Zapp kritisierte dies im Oktober 2011 als Beispiel für die einseitige und intransparente Beeinflussung von Lehrern und Schulen durch Unternehmen und Lobbygruppen.
Focus Money vergibt unter der Marke Deutschlandtest zahlreiche kostenpflichtige Siegel. (derzeit 2000 € Jahresgebühr) Kritiker unterstellen wirtschaftliche Ziele in dem Generieren vieler Kategorien und vieler Testsieger. Juristen sehen den Verdacht der Verbrauchertäuschung. Ähnliche Kritik an der Vergabe zahlreicher vermeintlicher Qualitätssiegel gibt es auch an der Schwester-Zeitschrift Focus. Im Jahr 2023 urteilte das LG München, dass der Burda-Verlag bspw. „durch die Vergabe der Siegel, die nach ihrem eigenen Vortrag von den Ärzten werblich genutzt werden sollen, gegen das lauterkeitsrechtliche Irreführungsverbot“ verstößt, da man den Eindruck erweckt, dass Ärzte „aufgrund einer neutralen und sachgerechten Prüfung ausgezeichnet wurden und dadurch eine Spitzenstellung unter den Ärzten gleicher Fachdisziplin einnehmen.“ „Die Wettbewerbswidrigkeit der Prüfsiegel ergibt sich im vorliegenden Fall daraus, dass in irreführender Weise der Bereich des redaktionellen, wertenden Beitrags verlassen und der Eindruck erweckt wird, es finde eine Bewertung nach objektiven Kriterien statt“
Im Jahr 2019 hat der Presserat Focus Money gerügt, weil sie auf ihrem Titel mit einem vorgeblichen Satz von Alan Greenspan aufgemacht hat, den der frühere Notenbankchef weder wörtlich noch sinngemäß gesagt hat.